# Limicole
Charadrii
Sous-ordre
Les oiseaux désignés par le terme de limicoles sont de petits échassiers de l'ordre des Charadriiformes, plus précisément du sous-ordre des Charadrii.

## Catégories et nombre d'espèces
Il s'agit essentiellement des groupes d'espèces suivants :
- jacanas ;
- huîtriers ;
- échasses ;
- avocettes ;
- œdicnèmes ;
- glaréoles ;
- vanneaux ;
- pluviers ;
- bécasses ;
- bécassines ;
- barges ;
- courlis ;
- chevaliers ;
- tournepierres ;
- bécasseaux.

On compte environ 216 espèces de limicoles, dont la plupart fréquentent des marécages, les zones humides de l’intérieur des terres et des rivages marins.

## Répartition
Beaucoup d’espèces qui nichent dans les régions arctiques et tempérées sont des migrateurs au long cours, mais les oiseaux tropicaux sont souvent sédentaires, ou se déplacent seulement en fonction de la pluviosité.
Quelques espèces qui nichent dans la zone arctique, comme le bécasseau minute, sont parmi les migrateurs qui franchissent les plus longues distances, pour aller hiverner dans l'hémisphère sud.

## Étymologie
Limicole vient du latin limus, « limon », « boue ».
En effet, la majorité des espèces consomment des petits invertébrés vivant dans la vase ou l’humus.

## Classification
Des longueurs de bec différentes permettent à différentes espèces de se nourrir dans le même milieu, notamment sur les plages, sans qu’il y ait compétition entre elles, leurs proies étant enfouies dans le sol à des profondeurs variables.
Quelques espèces de grande taille, particulièrement celles adaptées aux milieux arides, prennent des proies plus grandes comme des insectes ou des petits reptiles. Les glaréoles capturent des insectes en vol, à la manière des hirondelles.

## État des populations, menaces
Il varie selon les espèces et les régions du monde, mais ces oiseaux comptent parmi ceux qui sont les plus chassés (en France notamment), sous le nom de gibier d'eau (ou de sauvagine, au Québec notamment).
Les oiseaux d'eau littoraux s'alimentent essentiellement de nuit et notamment dans les estuaires où la nourriture est plus abondante, mais où ils sont le plus confrontés à la chasse et au risque d'empoisonnement et mort par saturnisme. En raison de leur mode d'alimentation (dans la vase ou le sol superficiel le plus souvent) et du fait qu'ils s'alimentent souvent sur les lieux où ils ont été chassés au fusil et à la grenaille de plomb durant plusieurs décennies, ils sont particulièrement vulnérables au saturnisme (acquis par ingestion de grenaille de plomb avec leur alimentation). Le plomb est maintenant interdit dans les cartouches utilisées dans les zones humides dans de nombreux pays, mais le plomb n'est pas biodégradable, et les grenailles toxiques dispersées depuis plusieurs décennies y persisteront longtemps, accessibles aux limicoles qui les ingèrent comme gastrolithe.
Les limicoles sont également victimes de la pollution lumineuse : on a montré pour 6 espèces d'échassiers aux stratégies alimentaires différentes (trois espèces dites "butineurs visuels", une espèce "tactile" et deux espèces à stratégie mixte visuelle et tactile), que leur comportement d'alimentation était perturbé par la proximité de réverbères (ex : près des routes et des zones urbanisées, portuaires ou industrialisées de plus en plus étendues) qui attirent les espèces à stratégies visuelles qu'on trouve plus nombreuses près des luminaires où le milieu est généralement plus pauvre et pollué, où leur risque de prédation augmente, et où leur ressource alimentaire peut être surexploitée (83 % de proies en plus mangées par les espèces « butineuses visuelle et mixtes »), ce qui évoque une situation de type « piège écologique ».

## Réseau «limicoles côtiers»
La plupart des réserves naturelles situées sur le littoral français ont été créées pour préserver ces populations d'oiseaux, dont plus de la moitié des espèces sont en déclin ou menacées d'extinction. Le réseau national des limicoles côtiers a été créé par Réserves Naturelles de France en 2002 pour surveiller ces espèces.